# Manny Pacquiao
Emmanuel Dapidran „Manny“ Pacquiao (* 17. Dezember 1978 in Kibawe) ist ein ehemaliger philippinischer Profiboxer und Politiker. Er ist der erste und aktuell einzige Profiboxer in der Geschichte des weltweiten Boxsports, der in sieben Gewichtsklassen anerkannter Boxweltmeister wurde. Pacquiao gilt als einer der besten Boxer seiner Zeit. Das US-Magazin Time nahm ihn 2009 erstmals in sein Ranking der 100 einflussreichsten Persönlichkeiten auf.

## Beginn der Profikarriere 1995

### Fliegengewicht
Der Rechtsausleger Pacquiao wurde 1995 mit einer Amateurbilanz von 60–4 Profiboxer im Fliegengewicht. Mit seinem aggressiven Kampfstil und großer Schlagkraft wurde er schnell beliebt. Als Schwächen galten seine eigenen Nehmerfähigkeiten und seine Kondition. So verlor er 1996 in seinem zwölften Profikampf gegen seinen international unbekannten Landsmann Rustico Torrecampo durch K. o. in der dritten Runde.
Am 4. Dezember 1998 errang er in Phuttamonthon (Thailand) durch einen K. o. in der achten Runde über den thailändischen Titelverteidiger Chatchai Sasakul den WBC-Weltmeistertitel im Fliegengewicht, was auch in den USA Aufmerksamkeit erregte. Sasakul galt nach seinen Kämpfen gegen den Russen Juri Arbatschakow als bester Boxer in dieser Gewichtsklasse und hatte bei seiner bis dahin einzigen Niederlage gegen Arbatschakow nur nach Punkten verloren.
Pacquiao hatte aber große Probleme, die Gewichtsklasse zu halten, was mit dazu beitrug, dass er 1999 seinen Titel überraschend durch K. o. in der dritten Runde an den Thailänder Medgoen Singsurat verlor.

### Superbantamgewicht
Im Anschluss stieg er ganze drei Gewichtsklassen in das Superbantamgewicht auf. Auch gegen den unbekannten Australier Nedal Hussein musste er im Jahre 2000 zu Boden, gewann am Ende aber durch technischen K. o. in der zehnten Runde, da der Kampf vom Ringrichter wegen einer blutenden Platzwunde über Husseins rechtem Auge abgebrochen wurde. Hussein fühlte sich benachteiligt, da das Anzählen bei dem Niederschlag zu lange gedauert hätte, ein von ihm geforderter Rückkampf wurde ihm jedoch verwehrt. Am 23. Juni 2001 kämpfte Pacquiao erstmals in den USA und gewann in Las Vegas den IBF-Weltmeistertitel im Halbfedergewicht gegen den Südafrikaner Lehlohonolo Ledwaba durch technischen K. o. in der sechsten Runde. Mit diesem spektakulären und in den USA live von HBO übertragenem Kampf etablierte er sich auch auf dem US-amerikanischen Markt. Er wurde anschließend vom bekannten Manager Shelly Finkel betreut und von Freddie Roach trainiert. Ein Titelvereinigungskampf mit dem WBO-Titelträger Agapito Sánchez endete im November 2001 nach verletzungsbedingtem Abbruch in der sechsten Runde mit einem Unentschieden. Der Kampf wurde auf Anraten des Ringarztes wegen einer Platzwunde über Pacquiaos rechtem Auge infolge eines unabsichtlichen Kopfstoßes beendet. Nach Auszählung der Punktwertungen lagen Pacquiao und Sánchez bei je einem Punktrichter vorn, der dritte Juror sah den Kampf bis zu diesem Zeitpunkt ausgeglichen.

### Federgewicht
Nach drei weiteren Titelverteidigungen legte er seinen IBF-Titel nieder und wechselte hoch ins Federgewicht. Dort schlug er in seinem ersten Kampf in dieser Klasse am 15. November 2003 überraschend den Mexikaner Marco Antonio Barrera durch technischen K. o., nachdem Barreras Trainer in der elften Runde den Ring betreten und damit den Kampfabbruch ausgelöst hatte. Barrera wurde zu diesem Zeitpunkt vom Ring Magazine als stärkster Federgewichtler bewertet. Aufgrund dieser Leistung bekam er schon in seinem nächsten Kampf die Chance, gegen den hoch eingeschätzten Juan Manuel Márquez, Titelträger der IBF und WBA im Federgewicht, im MGM Grand Hotel in Las Vegas anzutreten. Obwohl ihm im Kampf mehrere Niederschläge gelangen, erreichte er dabei nur ein Unentschieden, da er zum Ende des Kampfes konditionell einbrach.

### Superfedergewicht

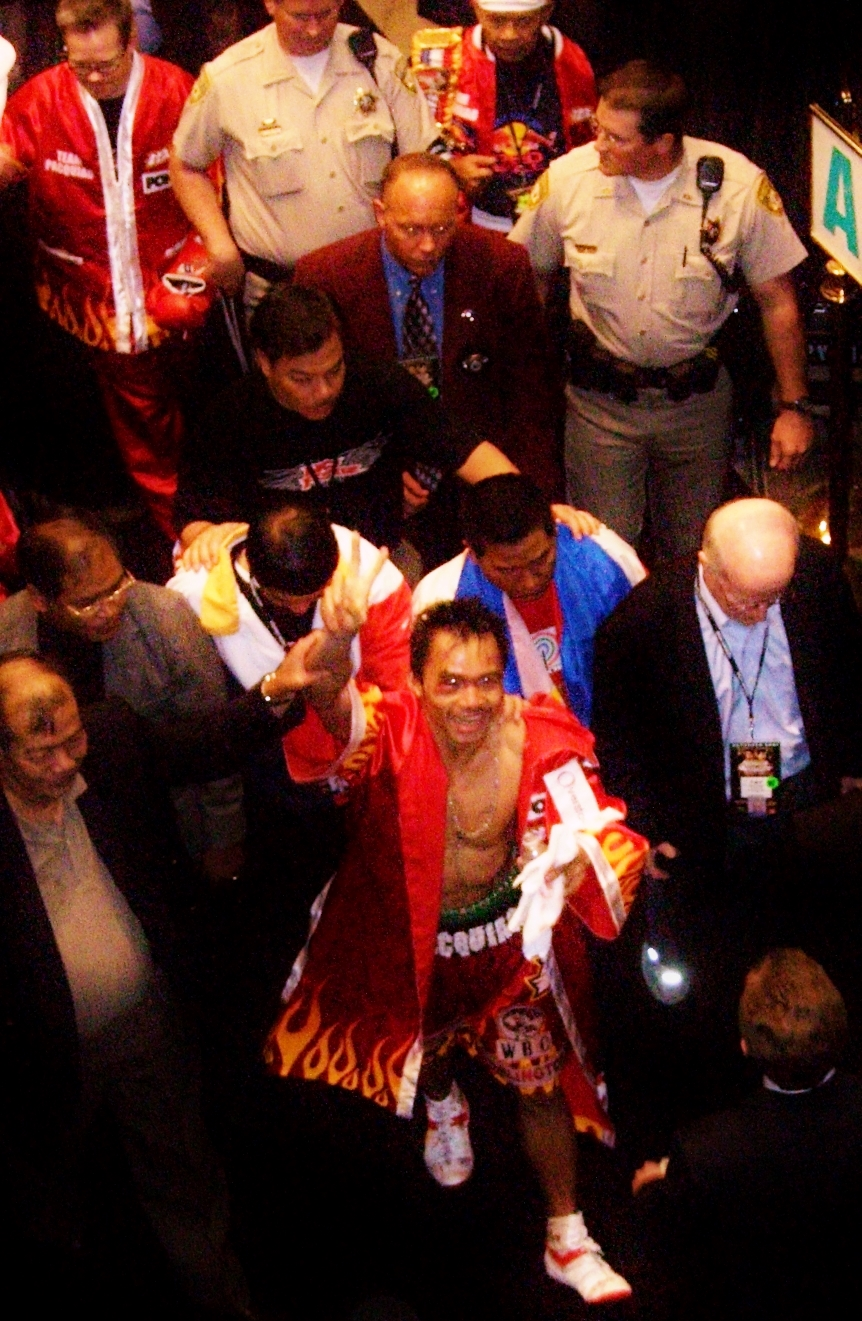
Manny Pacquiao nach dem Kampf gegen Erik Morales

Daraufhin stieg er in das Superfedergewicht auf und unterlag im März 2005 Erik Morales über zwölf Runden nach Punkten, seine erste Niederlage seit sechs Jahren. Im Januar 2006 kam es dann zum Rückkampf gegen den Mexikaner, den Pacquiao durch technischen K. o. in der zehnten Runde für sich entscheiden konnte. Dies war das erste Mal, dass Morales in seiner bis dahin 13-jährigen Profikarriere K. o. ging. Nach einem Punktsieg Pacquiaos über den langjährigen WBC-Titelträger im Halbfedergewicht Óscar Larios in Manila wurde eine dritte Begegnung mit Morales für den 18. November 2006 angesetzt. Diesmal konnte er sich noch deutlicher durchsetzen und gewann durch K. o. in der dritten Runde. Der Kampf wurde von 350.000 Kunden des TV-Senders HBO gekauft, erzielte 17,5 Millionen Dollar PPV-Einnahmen und gilt als lukrativster Kampf aller Zeiten unterhalb des Leichtgewichts.
Nach einem K.-o.-Erfolg gegen den ungeschlagenen aber auch unbekannten Jorge Solís, abermals einen Mexikaner, kam es am 6. Oktober 2007 zum Rückkampf mit Marco Antonio Barrera. Pacquiao konnte sich über zwölf Runden klar nach Punkten durchsetzen. Durch den Sieg hatte er sich das Recht erkämpft, den WBC-Weltmeister herausfordern zu dürfen. Am 15. März 2008 trat er zu einem Rück- und Titelkampf gegen WBC-Weltmeister Juan Manuel Márquez an. Auch das zweite Duell zwischen Márquez und Pacquiao ging über die volle Distanz von zwölf Runden und wurde durch einen knappen, kontroversen Punktsieg für Pacquiao gewertet. Auch in diesem Kampf gelang Pacquiao ein Niederschlag, der aufgrund der knappen Punktwertungen den Kampf für ihn entschied.

### Leichtgewicht
Nach dem Sieg gegen Márquez wechselte Pacquiao in das Leichtgewicht, um schließlich am 28. Juni 2008 gegen den dortigen Titelträger der WBC David Díaz anzutreten. Diesen Kampf konnte Pacquiao durch einen schweren K. o. in der neunten Runde für sich entscheiden. Damit wurde er zugleich der erste asiatische Boxer, dem es gelang, Weltmeister in vier verschiedenen Gewichtsklassen zu werden. Am 6. Dezember 2008 kam es zu einem lukrativen Nichttitelkampf gegen die Boxlegende Óscar de la Hoya. Der Kampf gegen den circa zehn Zentimeter größeren de la Hoya fand im Weltergewicht statt (zwei Klassen über Leichtgewicht). Pacquiao war vor allem in der siebten und achten Runde derart überlegen, dass de la Hoya am Ende der achten Runde aufgab und seine Karriere beendete.
Seinen nächsten Kampf bestritt Manny Pacquiao am 2. Mai 2009 gegen den populären britischen Halbweltergewichtler Ricky Hatton. Der Kampf wurde im Vorfeld eigentlich als relativ ausgeglichen betrachtet, doch auch hier war Pacquiao deutlich überlegen und deklassierte den Briten. Er erzielte bereits in der ersten Runde zwei Niederschläge und beendete den Kampf schon in der zweiten Runde durch einen schweren K. o.
Anschließend trat Pacquiao wiederum im Weltergewicht gegen den Puerto Ricaner Miguel Cotto an, der zu diesem Zeitpunkt den Weltmeistertitel der WBO in dieser Gewichtsklasse hielt. Pacquiao gewann den Kampf am 14. November 2009 durch technischen K. o. in der zwölften Runde.
Am 13. November 2010 konnte Pacquiao den vakanten Halbmittelgewichtstitel nach Version der WBC durch einen klaren Punktsieg über den zuvor hoch eingestuften und 11 cm größeren Mexikaner Antonio Margarito erringen.

### Weltergewicht
Nach Pacquiaos Sieg gegen Cotto wurde über einen Kampf gegen Floyd Mayweather Jr. im März 2010 in Las Vegas verhandelt. Nach Streitigkeiten über die Aufteilung der Kampfbörse und insbesondere über Dopingkontrollen kam das Duell jedoch nicht zustande. Mayweather verlangte unangekündigte Blutproben durch die US-Antidopingagentur USADA, während Pacquiao weniger als 30 Tage vor dem Kampf durchzuführende Blutproben verweigerte. Auch Kompromissvorschläge von 14 bzw. 24 Tagen vor dem Kampf ohne Bluttests wurden von beiden Seiten jeweils nicht akzeptiert. Aufgrund der Weigerung Pacquiaos, dieser Art der Dopingkontrolle zuzustimmen, die im Profiboxen in den USA keine Pflicht ist, wurde ihm von Seiten Mayweathers die Einnahme leistungssteigernder Mittel unterstellt. Nach der Absage des Kampfes trat Pacquiao stattdessen am 13. März 2010 in Arlington gegen Joshua Clottey, ehemaliger IBF-Titelträger im Weltergewicht, an und besiegte den Ghanaer über zwölf Runden klar nach Punkten.

### Superweltergewicht
Am 13. November 2010 trat Pacquiao im Cowboys Stadium von Dallas in Texas an, erneut stieg er eine Gewichtsklasse in das Superweltergewicht (Halbmittelgewicht) auf. Sein Gegner war der durch einen Handbandagenskandal bekannt gewordene Mexikaner Antonio Margarito, es ging um den vakanten WBC-Gürtel. Pacquiao gewann den Kampf vor 50.000 Zuschauern über 12 Runden einstimmig nach Punkten. Am 7. Mai 2011 verteidigte er seinen Titel durch einstimmigen Punktesieg über den ehemaligen Mehrfachweltmeister Shane Mosley. Der Kampf hätte beinahe nicht stattgefunden, denn wenige Stunden vor dem Kampf war Pacquiao in einen Verkehrsunfall verwickelt. Einer seiner Leibwächter konnte auf dem Weg von einem Gottesdienst ins Hotel nicht rechtzeitig bremsen und prallte auf das vor ihm fahrende Auto, in dem Pacquiao saß. Dieser gab jedoch schnell Entwarnung und trat zum Kampf an.

### Rückkehr ins Weltergewicht

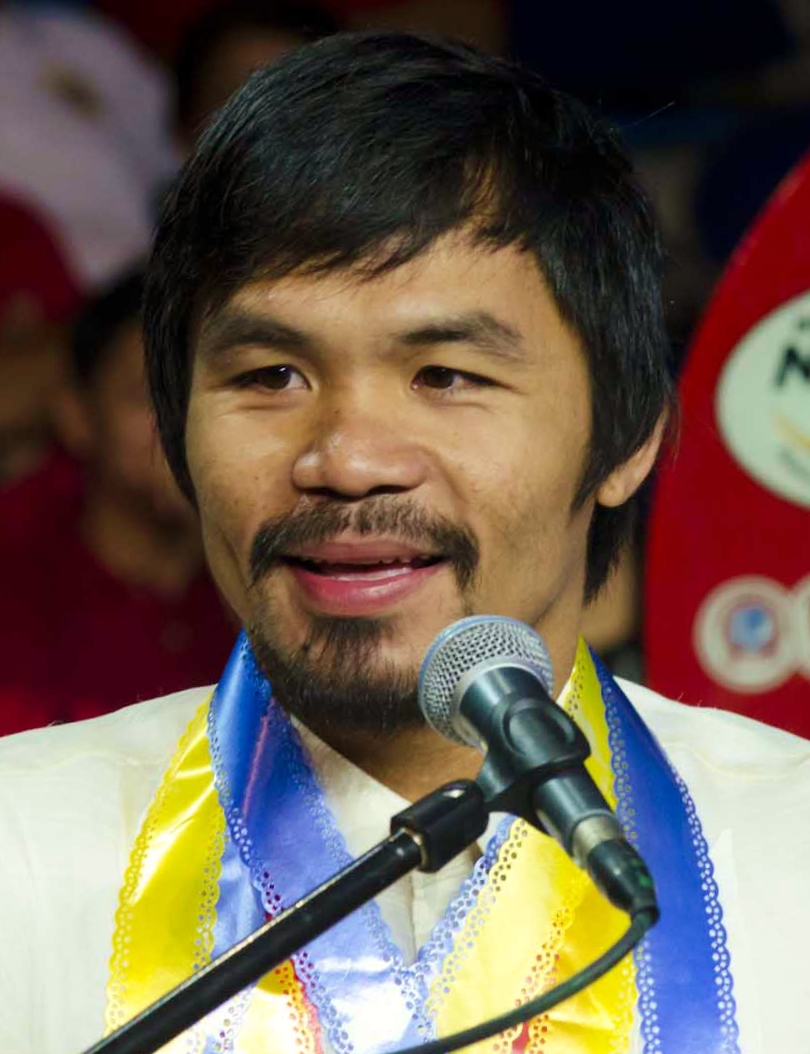
Manny Pacquiao, 2011

Am 12. November 2011 trat er in einem Titelverteidigungskampf zum bereits dritten Mal gegen Juan Manuel Márquez in den Ring, der ins Weltergewicht aufgestiegen war. Diesen Kampf gewann Pacquiao in Las Vegas nur umstritten durch geteilte Punktentscheidung. Am 9. Juni 2012 verlor Pacquiao seinen WBO-Titel im MGM Grand Hotel in Las Vegas gegen Timothy Bradley nach zwölf Runden per Punktentscheidung. Nach einer Neubewertung des Kampfes am 20. Juni 2012 stimmten die vom Weltverband WBO beauftragen fünf Punktrichter für Pacquiao und erklärten das Richterurteil vom 9. Juni 2012 für falsch. Das Fehlurteil blieb allerdings bestehen, stattdessen wurde ein Rückkampf geplant. Am 8. Dezember 2012 verlor Pacquiao in seinem bereits vierten Duell gegen Juan Manuel Márquez überraschend und spektakulär durch K. o. in der sechsten Runde.
Am 23. November 2013 besiegte er Brandon Ríos (31–1) in Macau einstimmig nach Punkten. Am 14. April 2014 gewann er den Rückkampf gegen Timothy Bradley (31–0) einstimmig und wurde so wieder WBO-Weltmeister.
Nach mehrjährigen Verhandlungen trat Pacquiao am 2. Mai 2015 im MGM Hotel in Las Vegas gegen den ungeschlagenen Floyd Mayweather Jr. um den Titel im Weltergewicht der drei wichtigsten Verbände an. Er verlor den unspektakulären Kampf einstimmig nach Punkten, ein für viele Experten überraschender Ausgang, und damit seinen WBO-Titel. Mayweather und Pacquiao erhielten Rekord-Kampfbörsen in Höhe von ca. 150 Mio. bzw. 100 Mio. Dollar. Die Tickets kosteten zwischen 1.000 und 10.000 Dollar, insgesamt wurden 74 Mio. Dollar aus den Eintrittspreisen erlöst. Für die Übertragung im amerikanischen Pay-TV mussten Fernsehzuschauer 89–99 Dollar bezahlen, in Deutschland bei Sky 20–30 Euro.
Im Oktober 2015 kündigte Pacquiao an, seine Laufbahn 2016 zu beenden. Seit 9. April 2016 bestritt er dennoch weitere Kämpfe (Bilanz 5-1, Stand 20. Juli 2019). Am 19. Januar 2019 verteidigte der mittlerweile 40-jährige erstmals seinen im Juli 2018 gewonnenen WBA-Weltmeistertitel im Weltergewicht in Las Vegas im MGM Grand vor 13.000 Zuschauern einstimmig gegen den 29-jährigen Amerikaner Adrien Broner. Am 20. Juli 2019 gewann er mit 2:1-Richterstimmen gegen den bis dahin ungeschlagenen Keith Thurman auch den Superchampion-Titel der WBA. Am 26. September 2021 beendete er seine aktive Karriere.

## Liste der Profikämpfe
| 62 Siege (39 K.-o.-Siege), 8 Niederlagen, 2 Unentschieden |               |                                                     | |                                                     |
| Jahr                                                      | Tag           | Ort                                                 | Gegner                                                                                                 | Ergebnis für Pacquiao                               |
| 1995                                                      | 22. Januar    | Sablayan, Mindoro Occidental, Philippinen           | Edmund Enting Ignacio Profidebüt                                                                       | Punktsieg (einstimmig) / 4 Runden                   |
| 1995                                                      | 18. März      | Sablayan, Mindoro Occidental, Philippinen           | Pinoy Montejo                                                                                          | Punktsieg (einstimmig) / 4 Runden                   |
| 1995                                                      | 1. Mai        | Imus, Cavite, Philippinen                           | Rocky Palma                                                                                            | Punktsieg (einstimmig) / 6 Runden                   |
| 1995                                                      | 1. Juli       | Mandaluyong City, Metro Manila, Philippinen         | Dele Desierto                                                                                          | Sieg / TKO 2. Runde                                 |
| 1995                                                      | 3. August     | Mandaluyong City, Metro Manila, Philippinen         | Acasio Simbajon                                                                                        | Punktsieg (einstimmig) / 6 Runden                   |
| 1995                                                      | 16. September | Mandaluyong City, Metro Manila, Philippinen         | Arman Rocil                                                                                            | Sieg / KO 3. Runde                                  |
| 1995                                                      | 7. Oktober    | New Washington, Makati City, Philippinen            | Lolito Laroa                                                                                           | Punktsieg (einstimmig) / 8 Runden                   |
| 1995                                                      | 21. Oktober   | Puerto Princesa, Palawan, Philippinen               | Renato Mendones                                                                                        | Sieg / TKO 2. Runde                                 |
| 1995                                                      | 11. November  | Mandaluyong City, Metro Manila, Philippinen         | Rudolfo Fernandez                                                                                      | Sieg / TKO 3. Runde                                 |
| 1995                                                      | 9. Dezember   | Sampaloc District, Metro Manila, Philippinen        | Rolando Toyogon                                                                                        | Punktsieg (einstimmig) / 10 Runden                  |
| 1996                                                      | 13. Januar    | Muntinlupa, Metro Manila, Philippinen               | Lito Torrejos                                                                                          | Punktsieg (Technische Entscheidung) / 5 Runden      |
| 1996                                                      | 9. Februar    | Mandaluyong City, Metro Manila, Philippinen         | Rustico Torrecampo                                                                                     | Niederlage / KO 3. Runde                            |
| 1996                                                      | 27. April     | Manila Midtown Hotel, Metro Manila, Philippinen     | Marlon Carillo                                                                                         | Punktsieg (einstimmig) / 10 Runden                  |
| 1996                                                      | 20. Mai       | Malabon, Metro Manila, Philippinen                  | John Medina                                                                                            | Sieg / TKO 4. Runde                                 |
| 1996                                                      | 15. Juni      | General Santos, South Cotabato, Philippinen         | Bert Batiller                                                                                          | Sieg / TKO 4. Runde                                 |
| 1996                                                      | 27. Juli      | Mandaluyong City, Metro Manila, Philippinen         | Ippo Gala                                                                                              | Sieg / TKO 2. Runde                                 |
| 1996                                                      | 28. Dezember  | Barangay Alabang, Metro Manila, Philippinen         | Sung-Yul Lee                                                                                           | Sieg / TKO 2. Runde                                 |
| 1997                                                      | 8. März       | Barangay Sucat, Metro Manila, Philippinen           | Mike Luna                                                                                              | Sieg / KO 1. Runde                                  |
| 1997                                                      | 24. April     | Makati, Metro Manila, Philippinen                   | Wook Ki Lee                                                                                            | Sieg / KO 1. Runde                                  |
| 1997                                                      | 30. Mai       | Davao City, Davao del Sur, Philippinen              | Ariel Austria                                                                                          | Sieg / TKO 6. Runde                                 |
| 1997                                                      | 26. Juni      | Mandaluyong City, Metro Manila, Philippinen         | Chokchai Chockvivat OPBF-Fliegengewicht-Meisterschaft                                                  | Sieg / KO 5. Runde                                  |
| 1997                                                      | 14. September | Cebu Coliseum, Cebu City, Philippinen               | Melvin Magramo                                                                                         | Punktsieg (einstimmig) / 10 Runden                  |
| 1997                                                      | 6. Dezember   | South Cotabato Stadium, Koronadal City, Philippinen | Narong Datchthuyawat OPBF-Fliegengewicht-Titelverteidigung                                             | Sieg / KO 1. Runde                                  |
| 1998                                                      | 18. Mai       | Korakuen Hall, Tokyo, Japan                         | Shin Terao                                                                                             | Sieg / KO 1. Runde                                  |
| 1998                                                      | 4. Dezember   | Tonsuk College Ground, Phuttamonthon, Thailand      | Chatchai Sasakul WBC-Fliegengewicht-Weltmeisterschaft                                                  | Sieg / KO 8. Runde                                  |
| 1999                                                      | 20. Februar   | Provincial Sports Complex, Kidapawan, Philippinen   | Todd Makelim                                                                                           | Sieg / TKO 3. Runde                                 |
| 1999                                                      | 24. April     | Araneta Coliseum, Metro Manila, Philippinen         | Gabriel Mira WBC-Fliegengewicht-Titelverteidigung                                                      | Sieg / TKO 4. Runde                                 |
| 1999                                                      | 17. September | Pakpanag Stadium, Nakhon Si Thammarat, Thailand     | Medgoen Singsurat vakante WBC-Fliegengewicht-Weltmeisterschaft                                         | Niederlage / TKO 3. Runde                           |
| 1999                                                      | 18. Dezember  | Elorde Sports Center, Metro Manila, Philippinen     | Reynante Jamili WBC-International Superbantamgewicht-Meisterschaft                                     | Sieg / TKO 2. Runde                                 |
| 2000                                                      | 4. März       | Ninoy Aquino Stadium, Metro Manila, Philippinen     | Arnel Barotillo WBC-International Superbantamgewicht-Titelverteidigung                                 | Sieg / TKO 4. Runde                                 |
| 2000                                                      | 28. Juni      | Araneta Coliseum, Metro Manila, Philippinen         | Seung-Kon Chae WBC-International Superbantamgewicht-Titelverteidigung                                  | Sieg / TKO 1. Runde                                 |
| 2000                                                      | 14. Oktober   | Ynares Sports Center, Antipolo City, Philippinen    | Nedal Hussein WBC-International Superbantamgewicht-Titelverteidigung                                   | Sieg / TKO 10. Runde                                |
| 2001                                                      | 24. Februar   | Ynares Sports Center, Antipolo City, Philippinen    | Tetsutora Senrima WBC-International Superbantamgewicht-Titelverteidigung                               | Sieg / TKO 5. Runde                                 |
| 2001                                                      | 28. April     | Kidapawan, Cotabato, Philippinen                    | Foijan Prawet WBC-International Superbantamgewicht-Titelverteidigung                                   | Sieg / KO 6. Runde                                  |
| 2001                                                      | 23. Juni      | MGM Grand Hotel, Las Vegas, USA                     | Lehlohonolo Ledwaba IBF-Superbantamgewicht-Weltmeisterschaft                                           | Sieg / TKO 6. Runde                                 |
| 2001                                                      | 10. November  | Bill Graham Civic Auditorium, San Francisco, USA    | Agapito Sánchez IBF/WBO-Superbantamgewicht-Titelvereinigung                                            | Unentschieden (Technische Entscheidung) / 6 Runden  |
| 2002                                                      | 8. Juni       | Memphis Pyramid, Memphis, USA                       | Jorge Julio Rocha IBF-Superbantamgewicht-Titelverteidigung                                             | Sieg / TKO 2. Runde                                 |
| 2002                                                      | 26. Oktober   | Rizal Memorial Colleges, Davao City, Philippinen    | Prayat Sawaingam IBF-Superbantamgewicht-Titelverteidigung                                              | Sieg / TKO 1. Runde                                 |
| 2003                                                      | 15. März      | Luna Park Quirino Grandstand, Manila, Philippinen   | Serikzhan Yeshmagambetov                                                                               | Sieg / TKO 5. Runde                                 |
| 2003                                                      | 26. Juli      | Olympic Auditorium, Los Angeles, USA                | Emmanuel Lucero IBF-Superbantamgewicht-Titelverteidigung                                               | Sieg / TKO 3. Runde                                 |
| 2003                                                      | 15. November  | Alamodome, San Antonio, USA                         | Marco Antonio Barrera                                                                                  | Sieg / TKO 11. Runde                                |
| 2004                                                      | 8. Mai        | MGM Grand Hotel, Las Vegas, USA                     | Juan Manuel Márquez IBF/WBA-Federgewicht-Weltmeisterschaft                                             | Unentschieden (geteilte Entscheidung) / 12 Runden   |
| 2004                                                      | 11. Dezember  | MC Home Depot Arena, Taguig City, Philippinen       | Narongrit Pirang                                                                                       | Sieg / TKO 4. Runde                                 |
| 2005                                                      | 19. März      | MGM Grand Hotel, Las Vegas, USA                     | Erik Morales WBC-International Superfedergewicht-Meisterschaft IBA-Superfedergewicht-Weltmeisterschaft | Punktniederlage (einstimmig) / 12 Runden            |
| 2005                                                      | 10. September | Staples Center, Los Angeles, USA                    | Hector Velazquez WBC-International Superfedergewicht-Meisterschaft                                     | Sieg / TKO 6. Runde                                 |
| 2006                                                      | 21. Januar    | Thomas & Mack Center, Las Vegas, USA                | Erik Morales WBC-International Superfedergewicht-Titelverteidigung                                     | Sieg / TKO 10. Runde                                |
| 2006                                                      | 2. Juli       | Araneta Coliseum, Barangay Cubao, Philippinen       | Óscar Larios WBC-International Superfedergewicht-Titelverteidigung                                     | Punktsieg (einstimmig) / 12 Runden                  |
| 2006                                                      | 18. November  | Thomas & Mack Center, Las Vegas, USA                | Erik Morales WBC-International Superfedergewicht-Titelverteidigung                                     | Sieg / KO 3. Runde                                  |
| 2007                                                      | 14. April     | Alamodome, San Antonio, USA                         | Jorge Solís WBC-International Superfedergewicht-Titelverteidigung                                      | Sieg / KO 8. Runde                                  |
| 2007                                                      | 6. Oktober    | Mandalay Bay Resort and Casino, Las Vegas, USA      | Marco Antonio Barrera WBC-International Superfedergewicht-Titelverteidigung                            | Punktsieg (einstimmig) / 12 Runden                  |
| 2008                                                      | 15. März      | Mandalay Bay Resort and Casino, Las Vegas, USA      | Juan Manuel Márquez WBC-Superfedergewicht-Weltmeisterschaft                                            | Punktsieg (geteilte Entscheidung) / 12 Runden       |
| 2008                                                      | 28. Juni      | Mandalay Bay Resort and Casino, Las Vegas, USA      | David Díaz WBC-Leichtgewicht-Weltmeisterschaft                                                         | Sieg / TKO 9. Runde                                 |
| 2008                                                      | 6. Dezember   | MGM Grand Garden Arena, Las Vegas, USA              | Óscar de la Hoya                                                                                       | Sieg / Aufgabe 8. Runde                             |
| 2009                                                      | 2. Mai        | MGM Grand Garden Arena, Las Vegas, USA              | Ricky Hatton IBO-Superleichtgewicht-Weltmeisterschaft                                                  | Sieg / KO 2. Runde                                  |
| 2009                                                      | 14. November  | MGM Grand Hotel, Las Vegas, USA                     | Miguel Cotto WBO-Weltergewicht-Weltmeisterschaft                                                       | Sieg / TKO 12. Runde                                |
| 2010                                                      | 13. März      | AT&T Stadium, Arlington, USA                        | Joshua Clottey WBO-Weltergewicht-Titelverteidigung                                                     | Punktsieg (einstimmig) / 12 Runden                  |
| 2010                                                      | 13. November  | AT&T Stadium, Arlington, USA                        | Antonio Margarito vakante WBC-Superweltergewicht-Weltmeisterschaft                                     | Punktsieg (einstimmig) / 12 Runden                  |
| 2011                                                      | 7. Mai        | MGM Grand Hotel, Las Vegas, USA                     | Shane Mosley WBO-Weltergewicht-Titelverteidigung                                                       | Punktsieg (einstimmig) / 12 Runden                  |
| 2011                                                      | 12. November  | MGM Grand Hotel, Las Vegas, USA                     | Juan Manuel Márquez WBO-Weltergewicht-Titelverteidigung                                                | Punktsieg (Mehrheitsentscheidung) / 12 Runden       |
| 2012                                                      | 9. Juni       | MGM Grand Garden Arena, Las Vegas, USA              | Timothy Bradley WBO-Weltergewicht-Titelverteidigung                                                    | Punktniederlage (geteilte Entscheidung) / 12 Runden |
| 2012                                                      | 8. Dezember   | MGM Grand Garden Arena, Las Vegas, USA              | Juan Manuel Márquez                                                                                    | Niederlage / KO 6. Runde                            |
| 2013                                                      | 24. November  | Cotai Arena, Macao, China                           | Brandon Ríos WBO-International Weltergewicht-Meisterschaft                                             | Punktsieg (einstimmig) / 12 Runden                  |
| 2014                                                      | 12. April     | MGM Grand Garden Arena, Las Vegas, USA              | Timothy Bradley WBO-Weltergewicht-Weltmeisterschaft                                                    | Punktsieg (einstimmig) / 12 Runden                  |
| 2014                                                      | 23. November  | Cotai Arena, Macao, China                           | Chris Algieri WBO-Weltergewicht-Titelverteidigung                                                      | Punktsieg (einstimmig) / 12 Runden                  |
| 2015                                                      | 2. Mai        | MGM Grand Garden Arena, Las Vegas, USA              | Floyd Mayweather Jr. WBA/WBC/WBO-Weltergewicht-Titelvereinigung                                        | Punktniederlage (einstimmig) / 12 Runden            |
| 2016                                                      | 9. April      | MGM Grand Garden Arena, Las Vegas, USA              | Timothy Bradley WBO-International Weltergewicht-Meisterschaft                                          | Punktsieg (einstimmig) / 12 Runden                  |
| 2016                                                      | 5. November   | Thomas & Mack Center, Las Vegas, USA                | Jessie Vargas WBO-Weltergewicht-Weltmeisterschaft                                                      | Punktsieg (einstimmig) / 12 Runden                  |
| 2017                                                      | 2. Juli       | Suncorp Stadium, Brisbane, Australien               | Jeff Horn WBO-Weltergewicht-Titelverteidigung                                                          | Punktniederlage (einstimmig) / 12 Runden            |
| 2018                                                      | 15. Juli      | Stadium Putra, Kuala Lumpur, Malaysia               | Lucas Matthysse WBA-Reguläre Weltergewicht-Weltmeisterschaft                                           | Sieg / TKO 7. Runde                                 |
| 2019                                                      | 19. Januar    | MGM Grand Hotel, Las Vegas, USA                     | Adrien Broner WBA-Reguläre Weltergewicht-Titelverteidigung                                             | Punktsieg (einstimmig) / 12 Runden                  |
| 2019                                                      | 20. Juli      | MGM Grand Garden Arena, Las Vegas, USA              | Keith Thurman WBA-Weltergewicht-Weltmeisterschaft                                                      | Punktsieg (geteilte Entscheidung) / 12 Runden       |
| 2021                                                      | 21. August    | T-Mobile Arena, Las Vegas, USA                      | Yordenis Ugás WBA-Weltergewicht-Weltmeisterschaft                                                      | Punktniederlage (einstimmig) / 12 Runden            |
| Quelle: Manny Pacquiao in der BoxRec-Datenbank            |               |                                                     | |                                                     |

## Weltmeistertitel in sieben Gewichtsklassen
- Fliegengewicht (50,802 kg): 4. Dezember 1998: WBC-Weltmeister (1 Titelverteidigung)
- Superbantamgewicht (55,225 kg): 23. Juni 2001: IBF-Weltmeister (4 Titelverteidigungen)
- Superfedergewicht (58,967 kg): 15. März 2008: WBC-Weltmeister (Titel niedergelegt)
- Leichtgewicht (61,235 kg): 28. Juni 2008: WBC-Weltmeister (Titel niedergelegt)
- Superleichtgewicht (63,503 kg): 2. Mai 2009: IBO-Weltmeister (Titel niedergelegt)
- Weltergewicht (66,678 kg):
  - 14. November 2009: WBO-Weltmeister (5 Titelverteidigungen)
  - 12. April 2014: WBO-Weltmeister (3 Titelverteidigungen)
  - 5. November 2016: WBO-Weltmeister (1 Titelverteidigung)
  - 15. Juli 2018: WBA-Weltmeister (1 Titelverteidigung, Titel niedergelegt)
  - 20. Juli 2019: WBA-Super-Weltmeister (1 Titelverteidigung)
- Superweltergewicht (69,853 kg): 13. November 2010: WBC-Weltmeister (Titel niedergelegt)

Zudem wurde er von 2003 bis 2005 als Linearer Weltmeister im Federgewicht (57,153 kg) geführt.
Die Computerranglisten von The Ring und BoxRec führten Pacquiao zeitweise als besten Boxer der Gegenwart, ungeachtet der Gewichtsklassen.

## Auszeichnungen
- Ring Magazine Boxer des Jahres: 2006, 2008, 2009
- WBHF Boxer des Jahres: 2007
- BWAA Boxer des Jahres: 2006, 2008, 2009
- ESPN Boxer des Jahres: 2006, 2008, 2009
- Sports Illustrated Boxer des Jahres: 2008[12]
- Yahoo! Sports: Boxer des Jahres 2008[13]
- WBC Boxer des Jahres: 2008, 2009[14][15]
- WBO Boxer des Jahres: 2010[16]
- BWAA Boxer des Jahrzehnts: 2009
- HBO Boxer des Jahrzehnts: 2009[17]
- WBC Boxer des Jahrzehnts: 2010

## Politische Karriere
Bei der Parlamentswahl im Mai 2010 gewann Pacquiao die Kongresswahlen in der Provinz Sarangani und wurde daraufhin deren Vertreter im Repräsentantenhaus. 2016 wurde Pacquiao in den Senat gewählt. Anfang Dezember 2020 ernannte der philippinische Präsident Rodrigo Duterte ihn zum neuen Vorsitzenden der Regierungspartei PDP-Laban. Im September 2021 gab Pacquiao seine Kandidatur um das Amt des philippinischen Präsidenten bekannt. Auf Grund seiner Präsidentschaftskandidatur trat Pacquiao bei den Senatswahlen 2022 nicht zur Wiederwahl an und schied deshalb aus dem Senat aus. Bei der Präsidentschaftswahl am 9. Mai 2022 erhielt er mit 6,8 % die wenigsten Stimmen der drei Kandidaten.

## Sonstiges
Im Film Zwei vom alten Schlag (2013) spielte Pacquiao sich selbst.
In einem Interview mit einem lokalen TV-Sender bezeichnete Pacquiao im Februar 2016 Homosexuelle „schlimmer als Tiere“. Zwar entschuldigte er sich für diese Äußerung, doch zwei Tage später äußerte er, dass er nur die Wahrheit sage, wie sie in der Bibel stehe. Der Sportartikelhersteller Nike kündigte den Werbevertrag mit Pacquiao wegen dieser Aussagen.